# Христо Гушлев
Христо Гушлев, известен като Гучо, е български революционер, деец на Вътрешната македоно-одринска революционна организация.

## Биография
Гушлев е роден в 1869 година в костурското село Косинец, тогава в Османската империя, днес Йеропиги, Гърция. Получава основно образование. Става член на ВМОРО в 1899 година. В 1903 година по време на Илинденско-Преображенското въстание е войвода на наказателната чета, която според Васил Чекаларов представлява:
| „ | .. наказателна полиция да следи всички престъпления, предателите, дезертьорите въстаници, крадците и каквито наказания се предпишат, да ги изпълнява тая чета. | “ |

 Участва в превземането на Невеска, а след това наказва дезертьорите в Корещенския подрайон.
След въстанието емигрира в Свободна България и се установява във Варна. През юни 1904 година се завръща в Костурско със Стерьо Стерьовски. През септември същата година загива в сражение с гръцки андарти в 1904 година между селата Ощима и Търнава.